# Little Bitty Pretty One
Little Bitty Pretty One è un brano del gruppo musicale statunitense The Jackson 5 estratto nell'aprile 1972 come primo singolo dall'album Lookin' Through the Windows, dello stesso anno.

## Tracce
1. Little Bitty Pretty One – 2:48 (Robert Byrd)
2. If I Have to Move a Mountain – 2:55 (The Corporation)